# Conseil héraldique flamand
Ne doit pas être confondu avec Conseil héraldique de Belgique ou Conseil d’héraldique et de vexillologie.
Le Conseil héraldique flamand ou Vlaamse Heraldische Raad fait partie de la Division des Monuments et Sites du Gouvernement flamand. Établi le 11 avril 1984, il remplace la Sous-commission héraldique ou Subcommissie Heraldiek établie le 21 décembre 1978. Au début, ces deux organes publics ont été chargés de la concession d'armoiries et des drapeaux en faveur des communes. Depuis 1994, la charge du Conseil comprend aussi la concession d'armoiries et des drapeaux aux provinces ainsi que, depuis 2000, aux individus et aux organismes. 

## Organismes équivalents en Belgique
Le Conseil d'héraldique et de vexillologie a une mission similaire au sein de la Fédération Wallonie-Bruxelles.